# Бошо, Анри
Анри Бошо (фр. Henry Bauchau, 22 января 1913, Мехелен — 21 сентября 2012, Лувесьен) — бельгийский писатель, драматург и психоаналитик.

## Биография
Окончил юридический факультет Лёвенского университета (1936). Служил адвокатом, занимался журналистикой, участвовал в движении христианской молодежи. В 1939 году был мобилизован, в 1943 году присоединился к движению сопротивления, был ранен в отрядемаки́, в Арденнах. После войны жил в Швейцарии и во Франции. В 1947—1951 годах прошёл курс психоанализа у Бланш Ревершон, жены поэта Пьера Жана Жува, сохранил дружескую привязанность к обоим, оставил о них воспоминания. Работал в издательстве, практиковал психоанализ, преподавал. Дружил с Альбером Камю, Андре Жидом, Жаком Лаканом, Жаком Деррида. Глубоко интересовался мистицизмом, восточной философией, христианской мыслью. На протяжении всей жизни вел дневники. С 1975 года жил в Париже.
В 1989 году стал пожизненным членом Королевской академии французского языка и литературы Бельгии, заняв кресло умершего Робера Вивье.
Сын — актер Патрик Бошо.

## Творчество
Дебютировал в 1958 году книгой стихов. Известен прежде всего трилогией на темы античных мифов «Эдип, путник» (1990), «Диотима и львы» (1991), «Антигона» (1997).

## Избранная библиография

### Романы
- Линия разрыва/ La Déchirure (Gallimard, 1966 ; Labor, 1986 ; Actes Sud, 2003)
- Le Régiment noir (Gallimard, 1973; Les Éperonniers, 1987; премия Франца Элленса, Литературная премия трехлетья, Брюссель)
- Œdipe sur la route (Actes Sud, 1990; Литературная премия трехлетья, Бельгия; опера Пьера Бартоломе, 2003)
- Diotime et les lions (Actes Sud, 1991 ; инсценизация Пьера Бартоломе, 1999)
- Antigone (Actes Sud, 1997)
- L’Enfant bleu (Actes Sud, 2004)
- Окружной бульвар/ Le Boulevard périphérique (Actes Sud, 2008; Книжная премия Inter)
- Потоп/ Déluge (Actes Sud, 2010)
- L’enfant rieur (Actes Sud, 2011)
- Temps du rêve (Actes Sud, 2012)
- L’enfant rieur II. Chemin sous la neige (Actes Sud, 2013)

### Дневники
- Jour après jour 1983—1989 (Les Eperonniers, 1992)
- Journal d’Antigone 1989—1997 (Actes Sud, 1999)
- Passage de la Bonne-Graine 1997—2001 (Actes Sud, 2002)
- La Grande Muraille : Journal de La Déchirure 1960—1965 (Actes Sud, coll. Babel, 2005)
- Le Présent d’incertitude 2002—2005 (Actes Sud, 2007)
- Les Années difficiles. Journal 1972—1983 (Acte Sud, 2009)
- Dialogue avec les montagnes — Journal du Régiment noir 1968—1971 (Actes Sud, 2011)
- Pierre et Blanche. Souvenirs et documents sur Blanche Reverchon et Pierre Jean Jouve (Actes Sud, 2012)
- Dernier journal (2006—2012) (Actes Sud, 2014)

### Стихотворения
- Геология/ Géologie (Gallimard, 1958; премия Макса Жакоба)
- L’Escalier bleu (Gallimard, 1964)
- La Pierre sans chagrin (L’Aire, 1966)
- La Dogana (Castella, 1967)
- Célébration (L’Aire, 1972)
- La Chine intérieure (Seghers, 1975 ; Actes Sud, coll. Le souffle de l’esprit, 2003)
- La Sourde Oreille ou le Rêve de Freud (L’Aire, 1981)
- Poésie 1950—1986 (Actes Sud, 1986; Бельгийская литературная премия пятилетия, премия Сообщества писателей Франции)
- Heureux les déliants, poèmes 1950—1995 (Labor, Espace Nord, 1995)
- Exercice du matin (Actes Sud, 1999)
- Нас не разлучить/ Nous ne sommes pas séparés (Actes Sud, 2006)
- Poésie complète (Actes Sud, 2009)
- Tentatives de louange (Actes Sud, 2011)

### Новеллы
- Les Vallées du bonheur profond (Babel, 1999)
- En noir et blanc (Paris, Les éditions du chemin de fer, 2005, rééd. 2007)

### Пьесы
- Чингис-хан/ Gengis Khan (Henry-Louis Mermod, 1960; Actes Sud-Papiers, 1989; пост. Арианы Мнушкиной, 1960)
- La Machination ou La Reine en amont (L’Aire, 1969)
- Прикованный Прометей/ Prométhée enchaîné, обработка трагедии Эсхила (Cahiers du Rideau, 1998)
- Théâtre complet (Actes Sud-Papiers)

### Эссе
- Жизнь Мао Цзэдуна/ Essai sur la vie de Mao Zedong, в соавторстве (Flammarion, 1982)
- L'Écriture et la circonstance (Presses universitaires de Louvain, 1988)
- L'Écriture à l'écoute (Actes Sud, 2000)

## Публикации на русском языке
- Эдип, путник. СПб.: ИНАПРЕСС, 1999. (Переизд.: СПб.: Амфора, 2003.)
- Антигона. СПб.: ИНАПРЕСС, 2000.
- Нас не разлучить. Минск: Четыре четверти, 2008

## Признание
Лауреат многих французских и бельгийских литературных премий. Член Королевской академии французского языка и литературы Бельгии (1991).